# Aridius norvegica
Aridius norvegica là một loài bọ cánh cứng trong họ Latridiidae. Loài này được Strand miêu tả khoa học năm 1940.